# گئورگ کلارن
جورج سی. کلارن (انگلیسی: Georg C. Klaren؛ ۱۰ سپتامبر ۱۹۰۰ – ۱۸ نوامبر ۱۹۶۲) یک فیلم‌نامه‌نویس و کارگردان اهل اتریش بود. وی بین سال‌های ۱۹۲۶ تا ۱۹۵۵ میلادی فعالیت می‌کرد.
وی فیلم‌نامه‌نویس فیلم‌هایی همچون ماری بوده است.